# Panic in Nakayoshi World
Panic in Nakayoshi World (パニック イン なかよしワールド?) es un videojuego que fue lanzado exclusivamente para Super Famicom en noviembre de 1994 y fue desarrollado por Tom Create y Publicado por Bandai solamente en Japón. Se presentaba a las series de mangas como Sailor Moon, Chō Kuse ni Narisō ,Goldfish Warning! y Kurumi and the Seven Dwarves.